# Abbaye de Bonaval
L'abbaye Sainte-Marie de Bonaval (en espagnol : Santa Maria de Bonaval) est un monastère cistercien masculin situé dans la commune de Retiendas, dans la province de Guadalajara. 

## Histoire
En 1164, le roi Alphonse VIII de Castille confie la vallée dans laquelle se trouve aujourd'hui le monastère à un groupe de moines cisterciens, à titre temporaire (velut precarium), de façon qu'ils contribuent à repeupler la région, récemment reconquise. Il la leur cède définitivement en 1175. Ces premiers moines étaient issus de l'abbaye de Valbuena, près de Valladolid. Les possessions de l'abbaye, déjà très étendues, s'agrandissent significativement au cours du siècle qui suit, grâce à des donations et héritages de la part de particuliers, ou des souveraines espagnols (notamment un legs d'Alphonse IX de León en 1224). En 1253, Alphonse X de Castille confirme les privilèges et les donations accordés au monastère par ses prédécesseurs.
Les réformes de l'époque moderne font perdre à Bonaval son statut d'abbaye ; il est incorporé à la congrégation cistercienne de Castille, sous la juridiction de l'abbaye du Mont Sion, à Tolède, et se transforme peu à peu en lieu d'accueil pour les moines les plus âgés des monastères de la région. 
En 1713, à la fin de la Guerre de succession d'Espagne, le roi Philippe V d'Espagne confirme de nouveau les privilèges et les domaines du monastère. Celui-ci est épargné par la Guerre d'indépendance espagnole, étant situé dans une région relativement épargnée par les troupes françaises. En revanche, il ne résiste pas au désamortissement espagnol ; la vie monastique cesse en 1821. Les moines se retirent à Tolède. Les bâtiments sont achetés par des particuliers et tombent peu à peu en ruines. La plupart des meubles, livres et autres objets du monastère sont dispersés, à l'exception de quelques œuvres d'art encore aujourd'hui conservées par la paroisse voisine de Retiendas. 

## Architecture
Du monastère ne subsistent aujourd'hui qu'une partie importante de l'église (chevet, croisée du transept, nef sud), une sacristie adossée à l'abside nord et quelques murs des autres bâtiments de l'abbaye (cellules, réfectoire...). 
L'église est de plan rectangulaire (42 mètres de long sur 37 de large), avec une nef triple soutenue par des contreforts du côté sud et deux travées, la croisée du transept et un chevet formé de trois absides (dont l'abside centrale, polygonale). L'église a dû avoir trois travées à l'origine, mais la travée ouest a été utilisée comme bâtiment monastique. Ce type de chevet est courant dans les monastères d'hommes, car il permet que trois messes soient dites en même temps. L'abside centrale est renforcée de l'extérieur par deux grands contreforts. L'église est actuellement envahie par la végétation, principalement dans l'abside nord et la sacristie. 